# 쐐기합

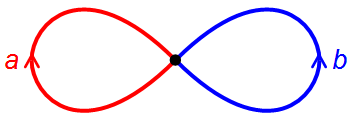
두 원의 쐐기합

위상수학에서 쐐기합(-合, 영어: wedge sum)은 두 위상 공간을 한 점에서 붙이는 연산이다.

## 정의
{\displaystyle (X,x_{0})}와 {\displaystyle (Y,y_{0})}이 점을 가진 공간이라고 하자. 그렇다면 이 두 공간의 쐐기합 {\displaystyle X\vee Y}는 다음과 같다.
{\displaystyle X\vee Y=X\sqcup Y/(x_{0}\sim y_{0})}
즉, 분리합집합 {\displaystyle X\sqcup Y}에 {\displaystyle x_{0}\sim y_{0}}인 동치 관계를 준 몫공간이다.

## 성질
쐐기합은 점을 가진 공간들의 범주 {\displaystyle \operatorname {Top} _{\bullet }}에서의 쌍대곱이다.
한 점만 가진 위상 공간 {\displaystyle \{\bullet \}}은 쐐기합의 단위원이다. 또한, 쐐기합은 (위상동형사상에 대해) 교환 법칙 및 결합 법칙을 따른다. 따라서 이 연산은 가환 모노이드를 이룬다.

## 같이 보기
- 분쇄곱